# Cassia, and Other Verse (tomik Edith Matildy Thomas)

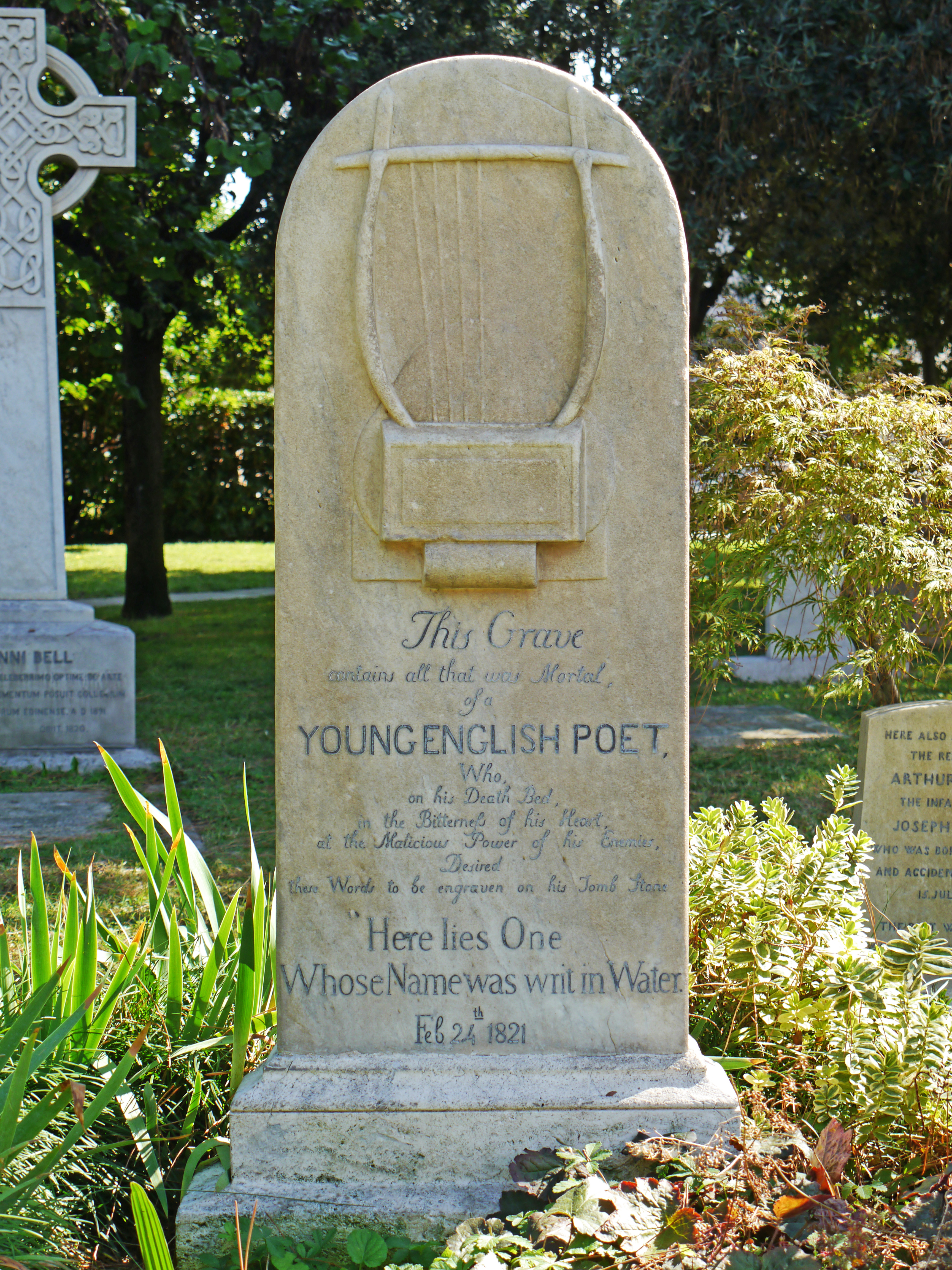
Grób Johna Keatsa na Cmentarzu Ewangelickim w Rzymie

Cassia, and Other Verse – tomik wierszy amerykańskiej poetki Edith Matildy Thomas, opublikowany w 1905 nakładem bostońskiej oficyny Richarda G. Badgera. Zbiorek zawiera między innymi tytułowy poemat Cassia, oparty na epizodzie z powieści Émile’a Zoli Rzym z 1895. Utwór ten jest napisany oktawą. Oprócz tego tomik obejmuje cykl sonetów, w którym znalazł się między innymi utwór The Grave of Keats:
I have beheld that grave, with violets dim,
In the great Caesars’ City where he sleeps:
And, over it, a little laurel sweeps.
Fruited and leafed eternally for him;
Not far away, a pine, of sturdier limb.
Leaf, flower, and grass the mellow sunlight steeps,
And this dear grave! Ah, how the soul upleaps,
The breath comes tremblingly, and the eyes swim!
In dreams that bordered close the sleep of death.
He felt the blowing flowers above his breast:
This moment I behold a wondrous thing –
These blossoms, stirring in the wind's light breath.
Do they not feel (above all violets blest)
The ever-vital dust from whence they spring!